# Rasmus Friis
Rasmus Friis (ur. 19 listopada 1871 w Horslunde, zm. ?) – duński strzelec, olimpijczyk.
Wystartował na Letnich Igrzyskach Olimpijskich 1912 w 2 konkurencjach. W karabinie wojskowym drużynowo zajął 8. miejsce, zaś w indywidualnych zawodach w karabinie wojskowym z dowolnej postawy z 600 m osiągnął 48. pozycję.

## Wyniki

### Igrzyska olimpijskie
| Igrzyska       | Konkurencja                              | Wynik                                         | Miejsce | Źródło |
| -------------- | ---------------------------------------- | --------------------------------------------- | ------- | ------ |
| Sztokholm 1912 | Karabin wojskowy, dowolna postawa, 600 m | 74 pkt.                                       | 48      | [ 2 ]  |
| Sztokholm 1912 | Karabin wojskowy, drużynowo              | 1419 pkt. (druż.) 218 pkt. ind. (60–59–52–47) | 8       | [ 1 ]  |